# Kurt Benesch
Kurt Benesch (* 17. Mai 1926 in Wien; † 20. Jänner 2008 ebenda) war ein österreichischer Schriftsteller.

## Leben
Kurt Benesch war Sohn des Regierungsrates Josef Benesch und dessen Gattin Agnes, geborene Hilbert. Er absolvierte Volks- und Oberschule in Wien und maturierte 1944. Danach rückte er zum Arbeitsdienst nach Polen ein, im Anschluss daran zum Wehrdienst nach Italien und 1946 kehrte er aus britischer Kriegsgefangenschaft nach Wien zurück. Benesch studierte anschließend Theaterwissenschaften und Germanistik an der Universität Wien. 1949 promovierte er bei Eduard Castle über „Ibsen am Wiener Theater (1906–1949)“.
Kurt Benesch war Autor von zahlreichen Romanen, Sachbüchern, Kinder- und Jugendbüchern und erhielt mehrere Literaturpreise. Gelegentlich publizierte er unter dem Pseudonym Florian Hilbert. Er wurde am Ober Sankt Veiter Friedhof in Wien bestattet.

## Auszeichnungen
- 1993 Ernst-und-Rosa-von-Dombrowski-Stiftungspreis für Literatur

## Veröffentlichungen
- 1955: Die Flucht vor dem Engel. Roman
- 1956: Der Maßlose
- 1957: Mogul und Mönch (unter dem Pseudonym Florian Hilbert veröffentlicht)
- 1965: Verlust des Gefühls
- 1966: Die vielen Leben des Mister Sealsfield
- 1966: Die Frau mit den hundert Schicksalen. Das Leben der Marie von Ebner-Eschenbach
- 1967: Nie zurück!
- 1972: Der Sonne näher. Notizen eines Outsiders
- 1972: Italien hat mehr als Meer – Eine Feriengeschichte fürs ganze Jahr, Verlag Jugend und Volk, Wien, ISBN 3-7141-1309-6
- 1974: Otto und das Kielschwein
- 1985: Die Spur in der Wüste
- 1987: Fabrizio Alberti
- 1991: Der Jakobsweg nach Santiago de Compostela
- 1993: Die Suche nach Jägerstätter. Ein biographischer Roman.